# Giovanni Battista Rangoni
Giovanni Battista Rangoni, francesizzato in Jean-Baptiste de Rangoni (XVIII secolo – XIX secolo), è stato un marchese, letterato e musicologo italiano.

## Biografia
Nacque nel XVIII secolo in una nobile famiglia di Modena, nota per il suo impegno nella vita politica e militare. Rangoni si dedicò agli studi letterari e musicali, diventando un appassionato sostenitore delle arti. La sua opera principale, Saggio sul gusto della musica col carattere de' tre celebri sonatori di violino i signori Nardini, Lolli e Pugnani, fu pubblicata nel 1790 a Livorno. Questa pubblicazione fornisce un'importante analisi dello stile violinistico di tre celebri musicisti del suo tempo, Pietro Nardini, Antonio Lolli e Gaetano Pugnani, arricchendo la discussione sull'estetica musicale.